# CDJ 400 Pioneer
O CDJ-400 é um modelo da Pioneer Corporation, que foi lançado no final de 2007. É semelhante em tamanho para o CDJ-200, mas ele vem com o Pitch Bend mais sensível para uso dos efeitos, além do botão VINIL que ao ser ativado, incorportar o famoso “scratch”, efeito conseguido por DJs ao arranhar o vinil com a agulha de leitura, utilizando o próprio jog do equipamento. O CDJ-400 pode ser usado como um controlador de MIDI, bem como sendo o primeiro modelo da Pioneer para ter uma entrada USB de fácil acesso no topo do player. Isto torna possível para tocar música MP3 a partir de um memory stick USB.
Na parte de trás do CDJ-400 há um segundo conector USB permitindo conectar o equipamento a um computador, de modo a transformar o equipamento em um dispositivo de controle MIDI, podendo assim ser usado para controlar vários tipos de software DJ mix. O CDJ-400 é dotado de em uma placa de som USB.
Predefinição:Características
Principais características
MP3: MPEG-1 32Kbps - 320 Kbps / MPEG-2 16 Kbps - 160 Kbps
Anti-vibrações: Sim
Acessórios incluídos: Cabo de potência, manual, cabo de phone stereo, “Forced Eject Pin”
Entrada/saída
Ranhura para disco: Sim
Saída Analógica: Sim
Saída Digital: Sim
Saída Headphone: Sim
Display
Display: Sim
"Playing Address": Sim
Desempenho dos Controlos
Tamanho do Jog Dial: 100,0 mm
Tipo de Jog Dial: Jog Dial
Hot Loop: Sim
Início Rápido: Sim
Auto Beat Loop/Emergência: Sim
Beat/Loop Cutter: Sim
“Seamless Loop” em tempo real: Sim
Ajuste “Loop”: Ajuste de saída
Rebouclage: Sim
Digital Jog Break: Jet, Zip & Wah
Modos Jog: Modo CD
Pitch Bend: Sim
Início Fader/Início Back Cue: Sim
Reprodução Relay: Sim
Frame Search: 1/75 Sec
Tempo
Master Tempo: Sim
Passos de controlo Tempo: 0.02% at +/-6%, 0.05 at +/- 10% & 16%
Gamas de controlo do ritmo (CD): +/- 6%, +/- 10%, +/- 16%
Contador BPM: Sim
Slot-In CD de carregamento frontal: Sim
Funções Cue
Auto “Cue”: Sim
“Cue” Manual: Sim
“Cue” em tempo real: Sim
Amostragem “Cue point”: Sim
Memória Cue/Loop: Sim
Especificações
Resposta de frequência: 4 Hz ~ 20 kHz
Relação de sinal/ruído: 110 dB ou mais (EIAJ)
Distorção: 0.006% (EIAJ)
Consumo de potência: 16 Watt
Requisitos de potência: 220 - 240 V, 50/60 Hz
Dimensões: (C x A x P) 216 x 292 x 99.5 mm
Peso Liquido: 3.2 kg